# Premi al Millor Ciutadà J. Walter Kennedy
El Premi al Millor Ciutadà J. Walter Kennedy (J. Walter Kennedy Citizenship Award) és un premi anual atorgat per l'NBA, des de la temporada 1974-75, al jugador o entrenador que mostri un servei destacat i dedicació a la comunitat. El nom d'aquest guardó es deu a James Walter Kennedy, el segon comissionat de la NBA (aleshores president) des del 1963 fins al 1975. El guanyador és seleccionat per l'Associació Professional d'Escriptors de Bàsquet, que representa als escriptors de diaris, revistes o d'Internet. Membres de l'organització nominen jugadors pel premi perquè uns altres 150 membres puguin posteriorment exercir el seu dret a vot: el jugador amb un nombre més gran de vots és el guanyador. Generalment, el premi el sol rebre la persona que realitza la contribució mes caritativa per a la comunitat. Per exemple, Kevin Garnett va rebre el guardó el 2006 per donar 1,2 milions de dòlars a les campanyes d'ajuda pel huracà Katrina.
Des de la seva creació, el premi ha estat atorgat a 36 jugadors diferents. Els Detroit Pistons són la franquícia amb més guanyadors, amb un total de 5. En una temporada va haver 2 guanyadors, Michael Cooper i Rory Sparrow a la temporada 1985–86. Vlade Divac de Iugoslàvia (avui dia Sèrbia), Dikembe Mutombo de la República Democràtica del Congo, el canadenc Steve Nash (nascut a Sud-àfrica), Samuel Dalembert (nascut a Haití) i Pau Gasol (nascut a Espanya) són els únics guanyadors nascuts fora dels Estats Units. Mutombo és també l'únic jugador en obtenir el guardó en 2 ocasions. Frank Layden i Joe O'Toole han estat les úniques persones en obtenir el guardó sense jugadors: Layden, guanyador del premi el 1983-84, era l'entrenador dels Utah Jazz, mentre que O'Toole, guanyador el 1994-95, era entrenador assistent dels Atlanta Hawks.
El jugador espanyol Pau Gasol fou premiat el 2012 en reconeixement de la seva feina a causes impulsades per UNICEF, organització de la qual Gasol és ambaixador.

## Guanyadors

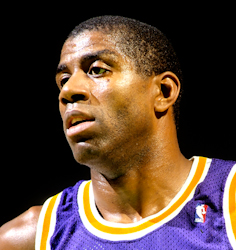
Magic Johnson va guanyar el premi a la temporada 1991-92.

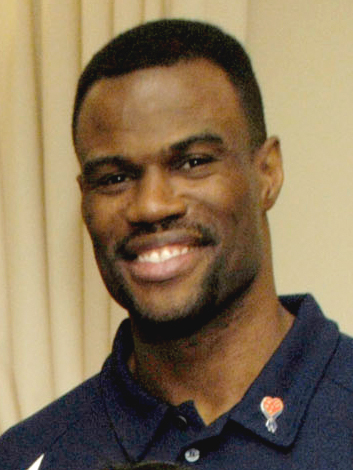
David Robinson va guanyar el premi a la temporada 2002-03.

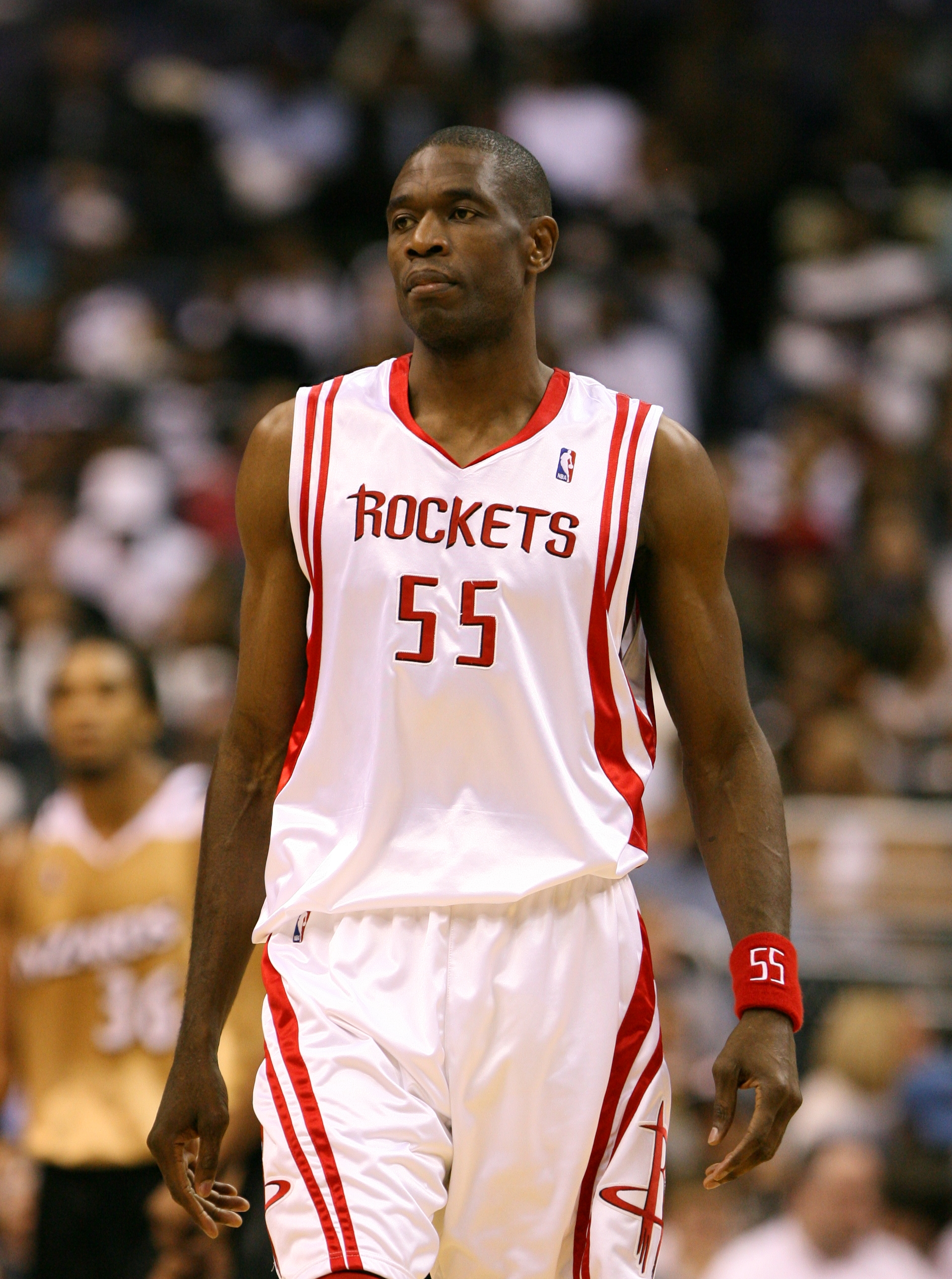
Dikembe Mutombo és l'únic jugador en guanyar el premi en 2 ocasions

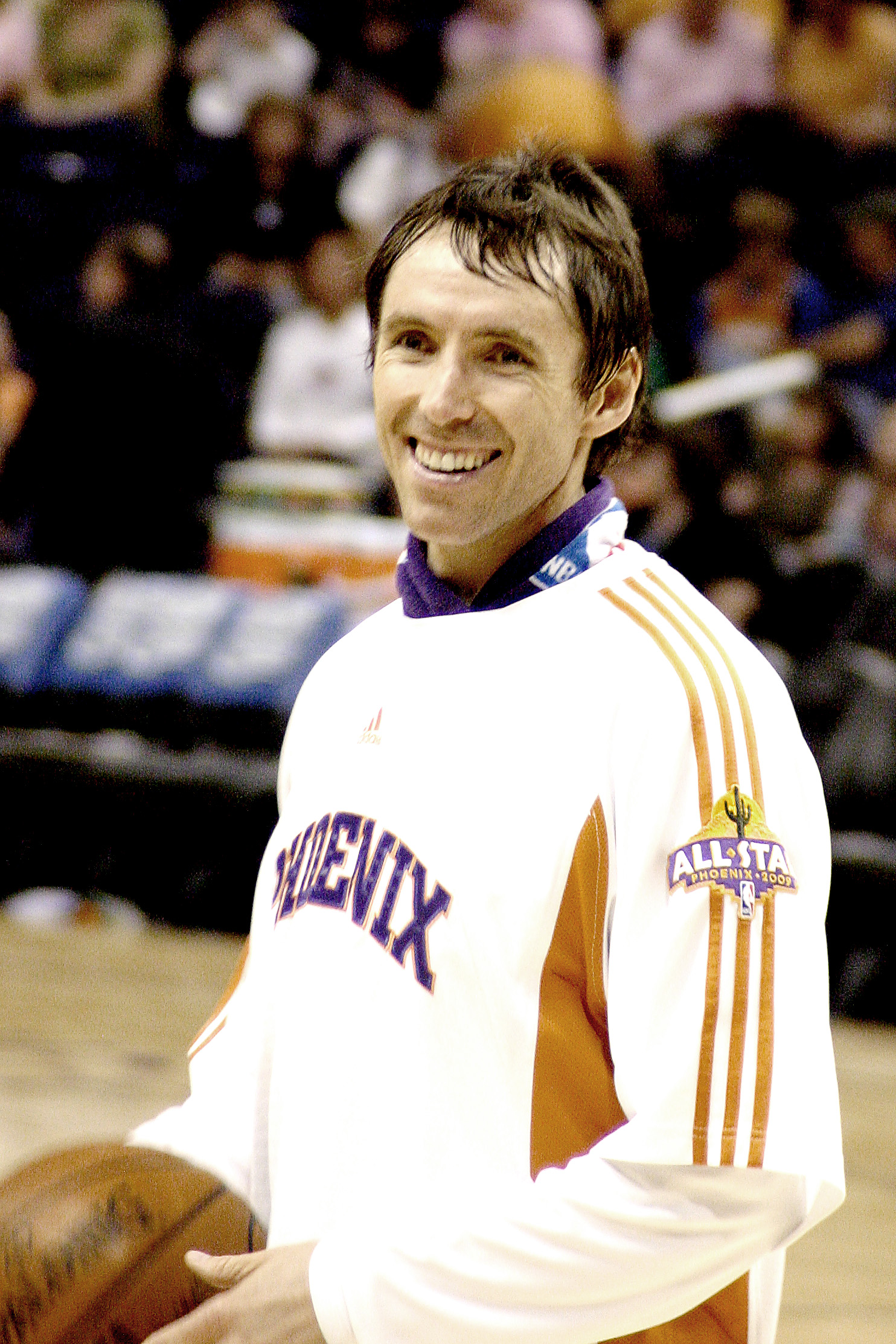
Steve Nash va guanyar el premi a la temporada 2006-07.

|     | Jugador en actiu en l'NBA                                      |
|     | Escollit en el Basketball Hall of Fame                         |
| (X) | Nombre d'ocasions en què el guardonat ha obtingut aquest premi |

| Temporada | Guanyador           | Nacionalitat                    | Equip                  |
| --------- | ------------------- | ------------------------------- | ---------------------- |
| 1974-75   | Wes Unseld          | Estats Units                    | Washington Bullets     |
| 1975-76   | Slick Watts         | Estats Units                    | Seattle SuperSonics    |
| 1976-77   | Dave Bing           | Estats Units                    | Washington Bullets     |
| 1977-78   | Bob Lanier          | Estats Units                    | Detroit Pistons        |
| 1978-79   | Calvin Murphy       | Estats Units                    | Houston Rockets        |
| 1979-80   | Austin Carr         | Estats Units                    | Cleveland Cavaliers    |
| 1980-81   | Mike Glenn          | Estats Units                    | New York Knicks        |
| 1981-82   | Kent Benson         | Estats Units                    | Detroit Pistons        |
| 1982-83   | Julius Erving       | Estats Units                    | Philadelphia 76ers     |
| 1983-84   | Frank Layden        | Estats Units                    | Utah Jazz              |
| 1984-85   | Dan Issel           | Estats Units                    | Denver Nuggets         |
| 1985-86   | Michael Cooper      | Estats Units                    | Los Angeles Lakers     |
| 1985-86   | Rory Sparrow        | Estats Units                    | New York Knicks        |
| 1986-87   | Isiah Thomas        | Estats Units                    | Detroit Pistons        |
| 1987-88   | Alex English        | Estats Units                    | Denver Nuggets         |
| 1988-89   | Thurl Bailey        | Estats Units                    | Utah Jazz              |
| 1989-90   | Doc Rivers          | Estats Units                    | Atlanta Hawks          |
| 1990-91   | Kevin Johnson       | Estats Units                    | Phoenix Suns           |
| 1991-92   | Magic Johnson       | Estats Units                    | Los Angeles Lakers     |
| 1992-93   | Terry Porter        | Estats Units                    | Portland Trail Blazers |
| 1993-94   | Joe Dumars          | Estats Units                    | Detroit Pistons        |
| 1994-95   | Joe O'Toole         | Estats Units                    | Atlanta Hawks          |
| 1995-96   | Chris Dudley        | Estats Units                    | Portland Trail Blazers |
| 1996-97   | P.J. Brown          | Estats Units                    | Miami Heat             |
| 1997-98   | Steve Smith         | Estats Units                    | Atlanta Hawks          |
| 1998-99   | Brian Grant         | Estats Units                    | Portland Trail Blazers |
| 1999-00   | Vlade Divac         | Iugoslàvia                      | Sacramento Kings       |
| 2000-01   | Dikembe Mutombo     | República Democràtica del Congo | Philadelphia 76ers     |
| 2001-02   | Alonzo Mourning     | Estats Units                    | Miami Heat             |
| 2002-03   | David Robinson      | Estats Units                    | San Antonio Spurs      |
| 2003-04   | Reggie Miller       | Estats Units                    | Indiana Pacers         |
| 2004-05   | Eric Snow           | Estats Units                    | Cleveland Cavaliers    |
| 2005-06   | Kevin Garnett       | Estats Units                    | Minnesota Timberwolves |
| 2006-07   | Steve Nash          | Canadà                          | Phoenix Suns           |
| 2007-08   | Chauncey Billups    | Estats Units                    | Detroit Pistons        |
| 2008-09   | Dikembe Mutombo (2) | R.D. del Congo                  | Houston Rockets        |
| 2009-10   | Samuel Dalembert    | Canadà                          | Philadelphia 76ers     |
| 2010-11   | Ron Artest          | Estats Units                    | Los Angeles Lakers     |
| 2011-12   | Pau Gasol           | Espanya                         | Los Angeles Lakers     |
| 2012-13   | Kenneth Faried      | Estats Units                    | Denver Nuggets         |
| 2013-14   | Luol Deng           | Regne Unit                      | Cleveland Cavaliers    |
| 2014-15   | Joakim Noah         | França                          | Chicago Bulls          |
| 2015-16   | Wayne Ellington     | Estats Units                    | Brooklyn Nets          |
| 2016-17   | LeBron James        | Estats Units                    | Cleveland Cavaliers    |